# ايفون كينيدي
ايفون كينيدي (بالإنجليزية: Yvonne Kennedy )‏ (و. 1945 – 2012 م) هي سياسية، من الولايات المتحدة الأمريكية، كانت عضوةً في الحزب الديمقراطي الأمريكي، توفيت في برمنغهام، ألاباما، عن عمر يناهز 67 عاماً.

## مناصب
تولت منصب عضو مجلس النواب ألاباما.

## التعليم
تعلمت في جامعة ألاباما.